# Anigozanthos onycis
Anigozanthos onycis là một loài thực vật có hoa trong họ Huyết bì thảo. Loài này được A.S.George mô tả khoa học đầu tiên năm 1974.